# Salomé Báncora
Salomé Báncora (* 28. Februar 1993 in Buenos Aires) ist eine argentinische Skirennläuferin, welche im Jahr 2014 an den Olympischen Winterspielen teilnahm. Sie startet für den Club Andino Bariloche.

## Karriere
Ihr internationales Renndebüt gab Báncora am 9. August 2008 bei einem Riesenslalom im Rahmen des South America Cups. Ihr erstes internationales Großereignis bestritt sie einige Monate später bei den Juniorenweltmeisterschaften in Garmisch-Partenkirchen, wobei sie als beste Platzierung den 44. Rang im Slalom erreichte.
Ihr erstes Großereignis der Erwachsenenklasse bestritt sie zwei Jahre später, erneut in Garmisch-Partenkirchen. Bei den dortigen Weltmeisterschaften erreichte sie erneut ihre beste Klassierung im Slalom, dort wurde sie 40.
2014 wurde sie vom Argentinian Olympic Committee für die Olympischen Winterspiele 2014 in Sotschi nominiert. Dort nahm sie am Slalom und am Riesenslalom teil. Während sie im Riesenslalom den 47. Platz belegte, erreichte sie im Slalom einen guten 25. Platz und lag damit vor ihrer Teamkollegin Macarena Simari Birkner, welche den 27. Platz belegte.
In den darauffolgenden Jahren feierte Báncora ihre größten Erfolge im South America Cup. So gewann sie in den Jahren 2014 bis 2016 dreimal in Folge die Slalomwertung sowie 2014 zusätzlich die Riesenslalomwertung.
Am 12. Dezember 2015 gab Báncora ihr Weltcupdebüt beim Riesenslalom von Åre. Allerdings verpasste sie die Qualifikation für den zweiten Durchgang.
Ihr letztes internationales Rennen bestritt sie am 26. Januar 2018 beim Europacupslalom von Melchsee-Frutt, seitdem ist sie nicht mehr als Rennläuferin in Erscheinung getreten.

## Erfolge

### Olympische Winterspiele
- Sotschi 2014: 25. Slalom, 47. Riesenslalom

### Weltmeisterschaften
- Garmisch-Partenkirchen 2011: 40. Slalom, 76. Riesenslalom
- Schladming 2013: 49. Riesenslalom, 53. Slalom
- Vail/Beaver Creek: 37. Slalom, 46. Riesenslalom
- St. Moritz 2017: 9. Mannschaft, 39. Slalom, 40. Riesenslalom

### Juniorenweltmeisterschaften
- Garmisch-Partenkirchen 2009: 44. Slalom, 61. Slalom
- Mont Blanc 2010: 58. Slalom, 81. Riesenslalom
- Crans-Montana 2011: 40. Riesenslalom, DNF Slalom
- Québec 2013: 49. Riesenslalom, DNF Slalom
- Jasná 2014: 30. Slalom, 36. Riesenslalom, 60. Super-Kombination, 78. Super-G

### South American Cup
- Saison 2014: 1. Slalomwertung, 1. Riesenslalomwertung, 2. Gesamtwertung, 4. Kombinationswertung
- Saison 2015: 1. Slalomwertung, 2. Riesenslalomwertung, 6. Gesamtwertung
- Saison 2016: 1. Slalomwertung, 4. Riesenslalomwertung, 4. Kombinationswertung, 5. Gesamtwertung, 8. Super-G-Wertung
- Saison 2017: 2. Slalomwertung, 3. Riesenslalomwertung, 4. Gesamtwertung, 6. Kombinationswertung, 11. Super-G-Wertung, 12. Abfahrtswertung
- 20 Podestplätze, davon 9 Siege

| Datum              | Ort            | Land        | Disziplin    |
| ------------------ | -------------- | ----------- | ------------ |
| 1. September 2013  | La Parva       | Chile       | Slalom       |
| 12. August 2014    | Cerro Catedral | Argentinien | Slalom       |
| 18. August 2014    | Antillanca     | Chile       | Slalom       |
| 30. August 2014    | El Colorado    | Chile       | Riesenslalom |
| 31. August 2014    | La Parva       | Chile       | Slalom       |
| 11. August 2015    | Cerro Catedral | Argentinien | Slalom       |
| 30. August 2015    | La Parva       | Chile       | Slalom       |
| 24. September 2015 | Ushuaia        | Argentinien | Slalom       |
| 28. August 2016    | La Parva       | Chile       | Slalom       |

### Nor-Am Cup
- 4 Platzierungen unter den besten 30

### Europacup
- 3 Platzierungen unter den besten 30

### Weitere Erfolge
- Argentinische Meisterin im Slalom (2013, 2014, 2016)
- Argentinische Meisterin im Riesenslalom (2015)
- Argentinische Vizemeisterin im Riesenslalom (2013)
- Bronze bei den Argentinischen Meisterschaften im Slalom (2013)
- 6 Siege bei FIS-Rennen